# Jan Kappeyne van de Coppello
Joannes "Jan" Kappeyne van de Coppello (2. října 1822 Haag – 28. července 1895 Haag) byl nizozemský politik liberální orientace. Jako nestraník byl v letech 1877 až 1879 předsedou vlády. Souběžně s nejvyšší exekutivní funkcí zastával post ministra vnitra.

## Život
Narodil se ve šlechtické rodině. Po smrti jeho otce v roce 1840 se stal jeho poručníkem prominentní protestantský politik Guillaume Groen van Prinsterer. Kappeyne poté vystudoval práva na univerzitě v Leidenu, doktorát získal roku 1845. Poté pracoval jako advokát v Haagu. V roce 1859 vstoupil do politiky, když byl zvolen do haagské městské rady. Již za dva roky na to byl prvně zvolen do sněmovny (jejím členem v letech 1862–1866 a 1871–1877).
V roce 1877 byl pověřen sestaveném vlády a sám se postavil do jejího čela. Jeho kabinet přijal přelomový zákon o základním vzdělávání (Kappeyneova role při jeho konstrukci byla zásadní, neboť ministerstvo školství tehdy ještě neexistovalo a za oblast školství bylo odpovědné ministerstvo vnitra, které Kappeyne řídil spolu s celou vládou). Tento zákon kladl vyšší nároky na kvalitu školních budov a na mzdy a vzdělávání učitelů. To zvýšilo finanční zátěž základních škol, ale pouze veřejné školy dostaly státní dotace, aby tuto zátěž unesly. To v podstatě rušilo náboženské školy, které bez dotací nebyly schopny přežít. Nepomohla ani statisícová protestní petice, již zorganizoval Abraham Kuyper - král nový zákon podepsal. (Stav nastolený touto reformou v Nizozemsku změnil až zákon z roku 1917, kdy návrat náboženských škol křesťanští politici vyhandlovali za svůj souhlas se všeobecným volebním právem). Prosazení proticírkevní školské reformy vedlo k velké nenávisti antirevolučních a katolických poslanců. Kappeyne ve vzrušené parlamentní debatě tehdy křesťany označil za menšinu, která musí být potlačena, neboť je jako "mrtvá moucha, která kazí polévku". Tím si mezi konzervativci vysloužil posměšnou přezdívku "muž mrtvé mouchy" (de man van de dode vlieg).
10. června 1879 byl jím navržený zákon o průplavech zamítnut parlamentem. Kappeyne požádal krále, aby ho propustil, ale Vilém III. to odmítl. Dne 2. července Kappeyne požádal krále, aby povolil revizi ústavy. To Vilém III. také odmítl, načež již tentokrát vyhověl Kappeyneově následné žádosti o odvolání. Ve skutečnosti Kappeyn přinutil krále k odvolání proto, že spory mezi umírněnými a radikálními liberály byly již takového rozsahu, že jeho liberální kabinet v zásadě ztratil většinu ve sněmovně.
V roce 1879 se Kappeyne vrátil do své haagské advokátní kanceláře. Neúspěšně se pokusil znovu získat křeslo v parlamentu ve volbách v letech 1880, 1883 a 1884. V roce 1888 byl zvolen do Senátu a byl senátorem až do roku 1893. V Senátu pak prosazoval konzervativnější politiku, než pro něj bylo v minulosti typické.
Oficiální stránky nizozemského parlamentu ho charakterizují slovy: "Energický, přívětivý. Byl znám schopnostmi vtipného debatéra a pracovní morálkou."